# Компонент 1q системи комплементу
Компонент 1q системи комплементу (англ. Complement C1q binding protein) – білок, який кодується геном C1QBP, розташованим у людей на короткому плечі 17-ї хромосоми.  Довжина поліпептидного ланцюга білка становить 282 амінокислот, а молекулярна маса — 31 362.
| 10         |  | 20         |  | 30         |  | 40         |  | 50         |
| ---------- |  | ---------- |  | ---------- |  | ---------- |  | ---------- |
| MLPLLRCVPR |  | VLGSSVAGLR |  | AAAPASPFRQ |  | LLQPAPRLCT |  | RPFGLLSVRA |
| GSERRPGLLR |  | PRGPCACGCG |  | CGSLHTDGDK |  | AFVDFLSDEI |  | KEERKIQKHK |
| TLPKMSGGWE |  | LELNGTEAKL |  | VRKVAGEKIT |  | VTFNINNSIP |  | PTFDGEEEPS |
| QGQKVEEQEP |  | ELTSTPNFVV |  | EVIKNDDGKK |  | ALVLDCHYPE |  | DEVGQEDEAE |
| SDIFSIREVS |  | FQSTGESEWK |  | DTNYTLNTDS |  | LDWALYDHLM |  | DFLADRGVDN |
| TFADELVELS |  | TALEHQEYIT |  | FLEDLKSFVK |  | SQ         |  |            |

A: Аланін

C: Цистеїн

D: Аспарагінова кислота

E: Глутамінова кислота

F: Фенілаланін

G: Гліцин

H: Гістидин

I: Ізолейцин

K: Лізин

L: Лейцин

M: Метіонін

N: Аспарагін

P: Пролін

Q: Глутамін

R: Аргінін

S: Серин

T: Треонін

V: Валін

W: Триптофан

Задіяний у таких біологічних процесах як апоптоз, адаптивний та вроджений імунітет, взаємодія хазяїн-вірус, процесінг мРНК, сплайсінг мРНК, транскрипція, регуляція транскрипції, шлях активації комплементу, біогенез рибосом.
Локалізований у клітинній мембрані, цитоплазмі, ядрі, мембрані мітохондрії.
Також секретований назовні.